# نجف‌قلی بی‌لی (بردع)
نجف‌قلی بی‌لی (به لاتین: Nəcəfqulubəyli) یک منطقه مسکونی در جمهوری آذربایجان است که در شهرستان بردع واقع شده است. نجف‌قلی بی‌لی ۴۹۹ نفر جمعیت دارد.